# 南邢郭镇
南邢郭乡，是中华人民共和国河北省石家庄市赞皇县下辖的一个乡镇级行政单位。

## 行政区划
南邢郭乡下辖以下地区：
南邢郭村、北邢郭村、赵家庙村、陈村、南马村、北马村、东陈家庄村、东王俄村、西王俄村、东郭家庄村、王家洞村、水洼村、白家窑村、东风村和河北赞皇经济开发区。